# Doutor Ulysses
Doutor Ulysses là một đô thị thuộc bang Paraná, Brasil. Đô thị này có diện tích 781,447 km², dân số năm 2007 là 6137 người, mật độ 8,6 người/km².